# سیارک ۱۴۲۲

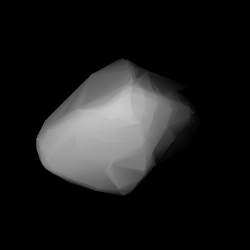
مدل سه‌بُعدی سیارک ۱۴۲۲ بر اساس منحنی نور آن

سیارک ۱۴۲۲ (به انگلیسی: 1422 Stromgrenia، نامگذاری:1936QF) هزار و چهارصد و بیست و دومین سیارک کشف شده‌است که در ۲۳ اوت ۱۹۳۶ و در هایدلبرگ کشف شد.
قدر مطلق سیارک برابر ۱۳٫۴۲ است.